# Noferkaré Nebi
Noferkaré Nebi (más néven III. Noferkaré) az ókori egyiptomi VIII. dinasztia egyik uralkodója, az első átmeneti kor idején. Jürgen von Beckerath és Darell Baker szerint a VII. dinasztia negyedik királya volt, mert az abüdoszi királylistán neve az ehhez a dinasztiához sorolt királyok negyedikeként jelenik meg.

## Élete
Noferkaré Nebi neve jól olvasható a XIX. dinasztia idején készült abüdoszi királylistán, ahol a 43. helyen áll. A korszak legtöbb uralkodójával ellentétben két kortárs említése is fennmaradt: II. Anheszenpepi sírjának álajtaján, valamint a királyné szarkofágján is. Ezek azt mutatják, Noferkaré Nebi anyja Anheszenpepi, apja II. Pepi, az Óbirodalom utolsó nagy fáraója lehetett. Anheszenpepi sztéléjén említik, hogy Noferkaré Nebi hozzálátott egy Dzsed-anh Noferkaré (ḏd-ˁnḫ nfr-k3-rˁ, „Noferkaré élete örökkévaló”) nevű piramis építésének, talán Szakkarában. A piramis helye ismeretlen; lehetséges, hogy az építkezés komolyabban soha nem kezdődött meg.
A VIII. dinasztia sok más királyához hasonlóan Noferkaré Nebi neve nem szerepel a torinói királylistán, amely erősen sérült azon a helyen, ahol az ő neve következhetne.

## Fordítás
- Ez a szócikk részben vagy egészben  a   Neferkare Neby című angol Wikipédia-szócikk ezen változatának fordításán alapul.  Az eredeti cikk szerkesztőit annak laptörténete sorolja fel. Ez a jelzés csupán a megfogalmazás eredetét és a szerzői jogokat jelzi, nem szolgál a cikkben szereplő információk forrásmegjelöléseként.